# Le scarpe al sole (romanzo)
Le scarpe al sole è un romanzo - diario di Paolo Monelli del 1921. In esso sono narrati gli eventi che caratterizzarono la vita degli alpini chiamati a combattere in prima linea, tra la Valsugana e l'Altopiano di Asiago, nel corso della prima guerra mondiale.
Nel 1935 ne è stato tratto un film omonimo diretto da Marco Elter e nel 2013 un adattamento teatrale curato da Roberto Milani (regista e autore) e da Salvatore Esposito, a cura dell'Associazione culturale veneta Cafè Sconcerto.

## Trama

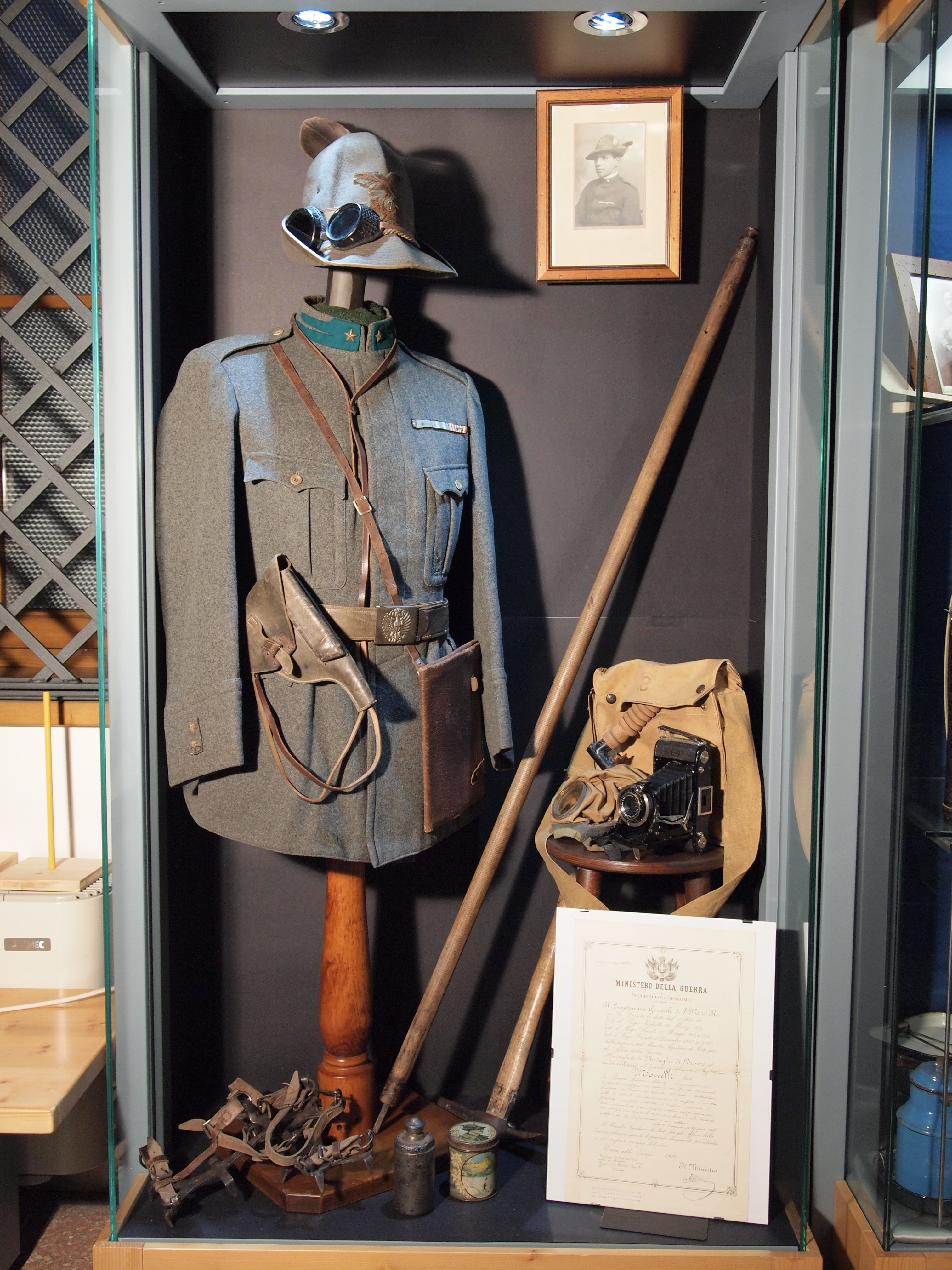
Vetrina Presso la Mostra permanente della Grande Guerra di Borgo Valsugana (Trento) contenente la divisa, una foto, il certificato di attribuzione della medaglia al valor militare e altri oggetti personali appartenuti a Paolo Monelli nel corso della prima guerra mondiale

### Prefazione
Monelli parla in modo diretto al lettore ed inizia col raccontargli il motivo per il quale ha deciso di proporre una nuova edizione del libro. Egli si permette anche di rispondere alle critiche che gli sono state fatte in relazione al linguaggio utilizzato nella narrazione, dicendo che in quell'epoca "si parlava così, eravamo fatti così". In seguito difende il suo "libretto" dicendo che "non è né bestemmia né celebrazione né deprecazione, e mai potrebbe esserlo".
Egli sostiene che sarà impossibile scrivere altri libri riguardanti la guerra finché non ne verrà una nuova, poiché chiunque provasse a scrivere sul tema basandosi sui suoi ricordi, produrrebbe solamente "un libro falso": infatti "la memoria più fedele e più umile deforma i fatti lontani".
Passa quindi a raccontare come viveva prima che lo chiamassero per il servizio da soldato: descrive i suoi stati d'animo e i sentimenti che prova nel momento in cui la guerra arriva e lui è costretto a partire. Scrive 
(Prefazione)
 e continua 
(Prefazione)

Evoca quindi la sua prima impressione della guerra, dei suoi superiori e dei suoi rivali. In seguito egli paragona i suoi racconti a quelli di altri dicendo, in modo molto freddo 
(Prefazione)

Prosegue scusandosi con i lettori per le bevute, le bestemmie, gli aneddoti di retrovia e di riposo, per la tanta nostalgia pulita di casa e per l'odore di bosco e di terra, dicendo:"Noi non si pensava ad altro".. Conclude quindi 
(Prefazione)

### Parte I

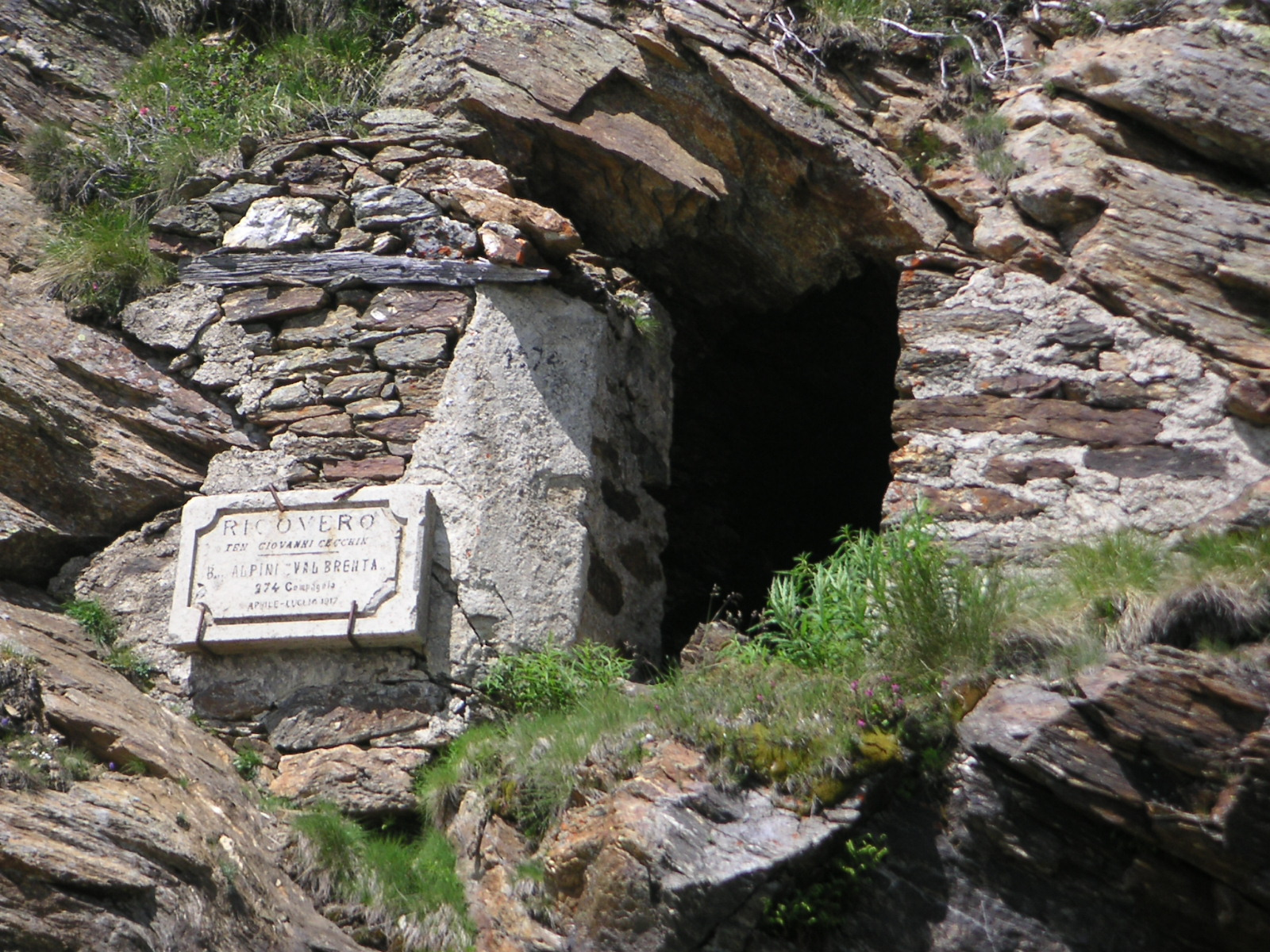
Cima Lasteati (TN): un ricovero tra le rocce usato dagli alpini nel corso della Grande Guerra

È l'autunno del 1915: Paolo Monelli deve partire per la guerra e si sottopone ad un esame di coscienza per "sapere con che purità si prepari all'olocausto". La sua partenza è segnata dal timore, ma anche da un moto d'orgoglio e dal piacere di rischiare, dettati dalla gioventù.
Durante la guerra, il primo e più forte sentimento che prova è la nostalgia della compagna; egli sperava che il conflitto non gli avrebbe lasciato il tempo di abbandonarsi ai ricordi, invece la guerra inizialmente è fatta di attese snervanti, piuttosto che di combattimenti.
Il "battesimo del fuoco" avviene a Natale, quando, scampato ad una fucilata, si rende conto di quanto la morte sia vicina. Prova un profondo terrore per la forte probabilità di perdere la vita. Terminata questa battaglia, i combattimenti si spostano e i soldati si abbandonano al vino che, distogliendo le loro menti dalla cruda realtà, dà loro felicità.
La guerra, però, è di nuovo in agguato e una notte Monelli è chiamato a presidiare Roncegno con i suoi commilitoni; poco dopo, in febbraio, l'esercito riesce a conquistare Marter e, come di consueto, festeggia con il vino, anche se il capitano aveva messo tutti in guardia, dicendo che poteva essere stato avvelenato dagli Austriaci. Durante la notte tutti temono un attacco, che è sferrato all'alba.
Il conflitto prosegue con combattimenti alternati a lunghi riposi oziosi, sempre "disturbati" da bombe o fucilate "[…] Rare fucilate. […] due bombe a cinque metri da te e non sai ancora come sei rimasto illeso […] allora pensi che il senso della tregua è ingannevole".
I soldati stanno seppellendo i loro caduti e Monelli riflette su quel modo così violento di morire, dicendo direttamente alle salme che le loro anime troveranno pace solamente quando questa sarà ritornata anche in quei luoghi.
In aprile, durante una battaglia, un amico del giovane tenente viene ucciso e Monelli riflette sulla mostruosità della guerra.
Si susseguono due mesi (aprile e maggio) di aspri combattimenti: il 23 maggio l'esercito perde Cima XII e Monelli e la sua truppa, abbandonati dal resto dei soldati, rimangono soli su un'altra vetta, dove l'unica consolazione e fonte di sollievo è, ancora una volta, il vino, perché la vita del soldato è segnata da combattimenti, fatiche, nostalgie e sofferenze.
Il 26 maggio gli Ungheresi sfondano le linee italiane, ma l'esercito riesce a ricacciarli indietro; la notte prosegue con continui attacchi e in Monelli si fa strada un sentimento nuovo: la voglia di morire e porre fine a quella vita di stenti.
È quasi estate e il sole caldo favorisce i bombardamenti, ma non importa: l'importante è che la primavera inoltrata scaldi gli animi dei soldati e contrasti l'inverno eterno con cui essi convivevano in vetta.
Monelli ha il permesso di scendere laddove la guerra non arriva e incontra molte persone; alcune, stufe del conflitto, gli chiedono con che animo egli vada a combattere "[…] come dal dentista […] con angoscioso coraggio" risponde lui, altre, indifferenti, non vogliono sapere come sia davvero la guerra, ma preferiscono tenersi l'idea che dà il cinema, di soldati che non vedono l'ora di combattere e questo contraria profondamente il protagonista.

### Parte II

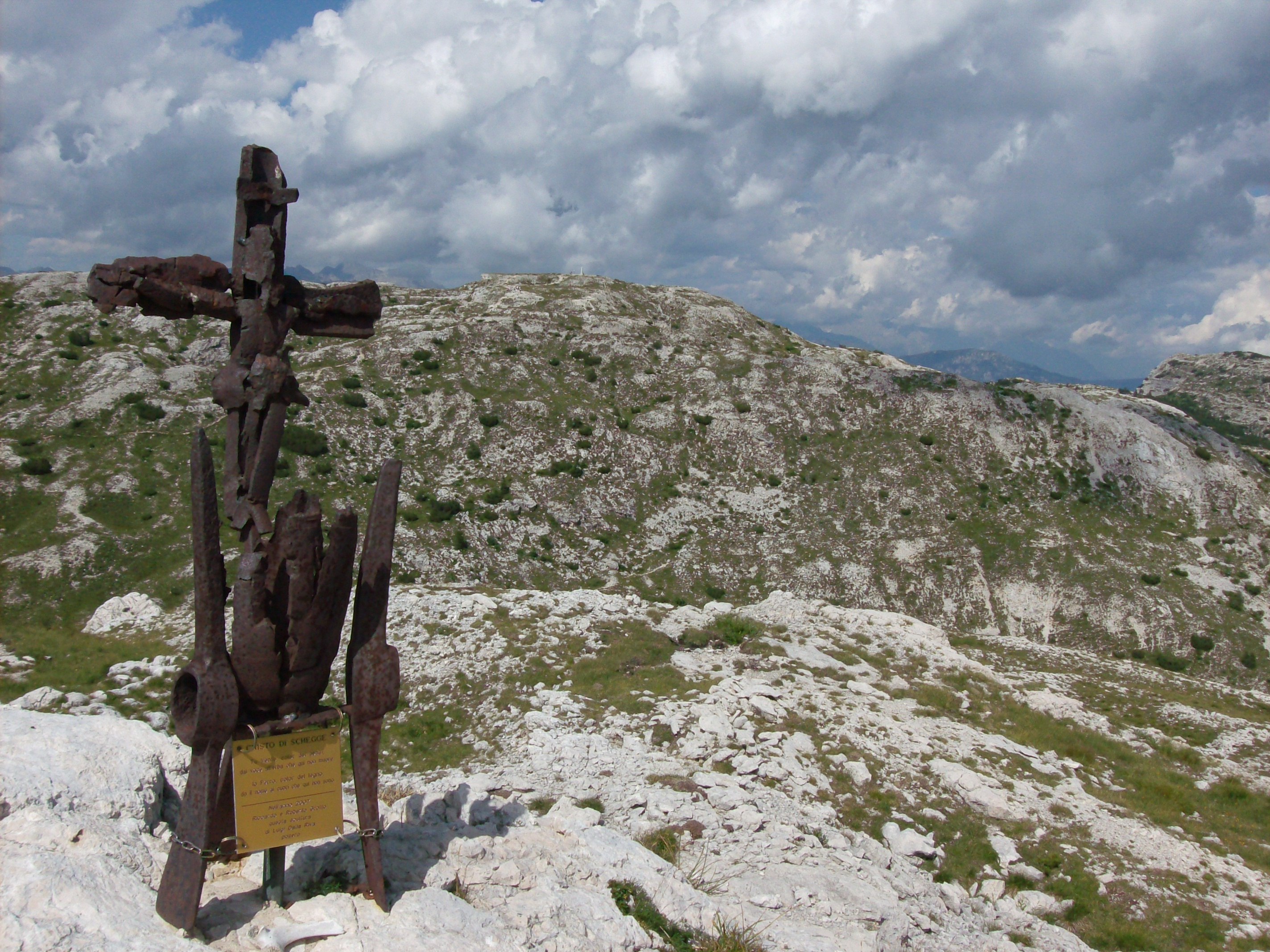
Monte Ortigara (VI), scenario dell'omonima battaglia nel corso della Prima Guerra Mondiale. La croce è costruita con schegge risalenti alla Grande Guerra

"Ritorna in me la presuntuosa certezza di sopravvivere [...]. Soltanto - superstizione - quella certezza cerco di soffocarla".
Questa la realtà dei soldati nello scenario della guerra. Il destino ha appeso la loro vita ad un filo, un filo oggi intatto, ma domani forse no. Un destino che ha bruciato giovani vite, distrutto famiglie, infranto sogni.
È una guerra contro il nemico, ma non solo: si combatte contro la fame, la sete, la fatica, contro la nostalgia di una vita che ormai non è più vita, contro il freddo dell'inverno e il caldo dell'estate, contro la tristezza, la rassegnazione, la morte.
Si combatte come oggetti, come ombre prive d'identità, come pedine sul campo di battaglia. I soldati si sentono abbandonati dalla loro patria e dal mondo. Credono che se morissero anche tutti, probabilmente a nessuno importerebbe; solo Dio è con loro.
In un clima di disumanità e brutalità, trovano sollievo in piccole cose: un pasto più abbondante del solito, un bicchiere di vino, un raggio di sole che riscalda, una risata con i compagni, una canzone. Cose così insignificanti, ma così indispensabili, piccolezze che rasserenano cuori pesanti.
Monelli sottolinea più volte il suo odio per la guerra. Descrive nel suo diario i combattimenti, le trasferte infinite e logoranti, il frastuono degli attacchi, il timore e l'attesa che sfianca i soldati, i cadaveri di chi è stato meno fortunato, le lettere alle famiglie e alle amate, l'assurdità di ciò che sta accadendo.

### Parte III
Nella terza parte il racconto si snoda dai campi di battaglia sull'Altipiano ai campi di prigionia in Austria, per concludersi con l'armistizio e la pace del 4 novembre 1918.
Nel novembre del 1917 si susseguono gli attacchi e nelle trincee i soldati italiani mantengono le posizioni anche con l'aiuto dei "bocetti del '99". All'inizio di dicembre la battaglia si trasforma in un corpo a corpo, perché le compagnie nemiche si trovano a trenta metri l'una dall'altra. Anche gli ufficiali cadono sul campo di battaglia e sono invidiati dai commilitoni perché in qualche modo hanno raggiunto la fine del tormento; ma per fortuna alla fine "[...] il nemico cede, e si accontenta di sgranare su di noi le mitragliatrici [...]". I soldati soffrono la fame e il freddo in attesa dei contrattacchi che, quando giungono, sono disperatamente respinti a colpi di baionetta.
Il nemico ormai accerchia le compagnie italiane che sono ridotte al minimo e non possiedono più cartucce per sparare. Il tenente più volte invidia i compagni morti e il loro "sonno irrevocabile", vede piangere i suoi alpini per la vergogna della cattura, dopo tre inverni di guerra, reduci da tutte le sanguinose battaglie combattute fra valli e cime.
I soldati italiani vengono fatti prigionieri, attraversano a piedi la Valsugana e si fermano a Caldonazzo per il riposo notturno; riprendono la marcia il giorno successivo per giungere a Trento dove sfilano fino al Castello del Buonconsiglio. Da qui i prigionieri viaggiano in treno per il nord e, passando per Franzensfeste il 20 dicembre arrivano al Castello di Salisburgo, affamati e senza più traccia di dignità.
Nella notte di Capodanno del 1918, i prigionieri tentano la fuga, ma vengono catturati di nuovo e ammanettati. In primavera essi ritentano la conquista della libertà; dopo alcuni giorni, nei quali hanno assaporato la gioia di essere degli uomini liberi, tornano nel vecchio castello. I prigionieri partono in treno, guardati minacciosamente a vista, e giungono a Braunau di Boemia. Da lì nell'estate del 1918 vengono spostati in altro campo chiamato Hart, nel cuore dell'Austria. Un nuovo trasferimento porta i prigionieri in un albergo di alta montagna che, nonostante sia una prigione con numerosi divieti e reticolati, offre ai loro occhi un sereno paesaggio.

Sotto la scorta delle baionette gli uomini partono nuovamente, destinati a Sigmundsherberg; qui il 1º novembre 1918 Paolo Monelli annota una sola parola "Libertà.". Il giorno successivo una certezza: la guerra è finita. L'ultima parte del capitolo è dedicata a ciò che avviene nel campo dopo l'armistizio e il raggiungimento della pace. Nelle ultime pagine egli riflette sull'impegno di chi ha combattuto l'aspra guerra fino in fondo, senza risparmiarsi e constata amaramente quanto il sacrificio dei soldati non potrà mai essere capito fino in fondo da chi la guerra l'ha osservata da lontano ed ora si sente in diritto di pontificare 
(Parte III)
.

## Tematiche
Il romanzo presenta delle tematiche ricorrenti:

### Guerra
La tematica centrale è la guerra.
Nel primo capitolo il personaggio la incontra davvero: infatti fino a quel momento egli ne aveva solo sentito parlare:
(Parte I)
Essa è " … folle!" e per questo genera un sentimento di paura; essa porta alla spersonalizzazione dei soldati e di conseguenza i nemici non si vedono più come persone che combattono per onorare la propria Patria, ma come cose da uccidere. Essa, però, oltre all'aspetto disumanizzante, ha in qualche modo un volto umano, poiché fa nascere nuovi tipi di relazione, anche forti, tra chi condivide lo stesso difficile destino: tra di essi il più significativo è il sentimento di cameratismo.

Il giudizio sulla guerra e il suo volto mutano in relazione ai punti di vista: per i soldati, che hanno affrontato i combattimenti rischiando quotidianamente la propria vita per l'onore della Patria, la guerra è fatica e lavoro 
(Parte III)
 Per gli altri, che ne hanno solo sentito parlare, essa è vista come una cosa inutile dalla quale la loro saggezza li ha tenuti lontani
(Parte III)

### Morte
Il pensiero del personaggio in relazione alla morte muta nel corso della narrazione: inizialmente Monelli ritiene che la morte in battaglia sia ingiusta, ma, dopo l'esperienza dei combattimenti, essa diviene anche una possibile via verso l'eroismo- " […] schiantato da una pallottola in fronte, eroe sereno, [...]. Io ti invidio, stasera".
È sempre presente la consapevolezza di poter morire da un momento all'altro: ciò fa sì che venga progressivamente meno la speranza nel domani.

### Vita militare

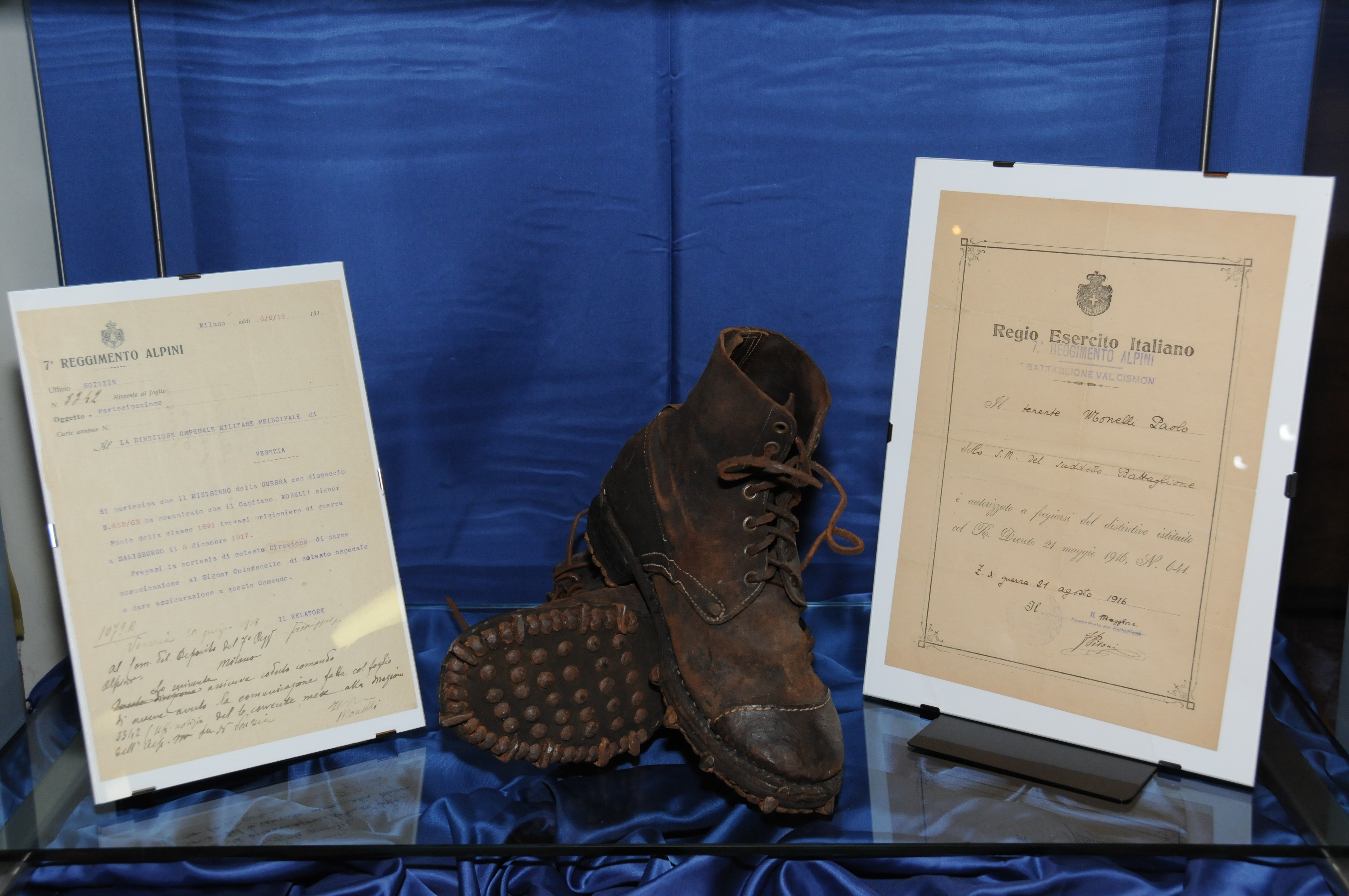
Vetrina presso Mostra permanente della Grande Guerra in Borgo Valsugana (TN), contenente gli scarponi e due documenti relativi al tenente Paolo Monelli

La vita dei soldati al fronte e in trincea è segnata da alcuni oggetti, situazioni, sentimenti ricorrenti. Eccone alcuni:
- Il cibo e la fame sono incubi costanti. Nella Parte II il cibo è visto come un lusso, come emerge dall'episodio in cui il soldato Busa e il capitano Battaglia si prendono una pausa nel mezzo dello scontro e grazie al cibo prezioso, miracolosamente giunto fino a loro, assaporano un momento di gioia, di lusso insperato: "Cribbiu, Busa, che lüsso..."[17]. Nella Parte III la fame viene narrata come una condizione ormai fisiologica, che non si riesce a soddisfare nemmeno con il rancio. " Il cibo è la sola preoccupazione".[18]
- Il vino per i soldati è l'unica ricchezza, poiché è la via di fuga dalla dura realtà della vita in guerra ed è ciò che consente di entrare in uno stato di incoscienza anestetizzando così il dolore e la paura. Assieme al fumo rappresenta una delle vie di consolazione e si comprende quindi che per difenderlo si è disposti a tutto: "... che se i todeschi vol ciaparlo [il vino] bisogna che i me tira le granate col rampin che marcia a züruck"[19]. Per la stessa ragione nulla può impedire di berne a volontà, non appena ve ne sia l'occasione, come si coglie dall'episodio della Parte I in cui, arrivati a Marter, i soldati si slanciano sulle botti di una cantina, nonostante il pericolo, smentito poi dai fatti, che il vino fosse stato avvelenato:

(Parte I)
- La nostalgia è il sentimento più presente nei cuori e nelle menti dei militari. Nella Parte I e II, essa si riversa sul ricordo struggente della casa e della propria donna; nella Parte III, quando Monelli e i suoi compagni di armi si trovano prigionieri in un campo di lavoro, essa si concentra sulla guerra e sul combattimento oramai impossibili.
- La guerra ha un impatto molto forte anche sui rapporti affettivi e sull'immagine che la donna assume nei pensieri dei soldati: essi, esasperati dalle angosce quotidiane per la situazione tragica che stanno vivendo, pensando alla figura femminile si allontanano momentaneamente dalla realtà infernale che li circonda. Le poche donne che i militari avevano occasione di incontrare nelle brevi licenze restavano argomento di conversazione e ricordo consolatorio per molto tempo.

### Natura

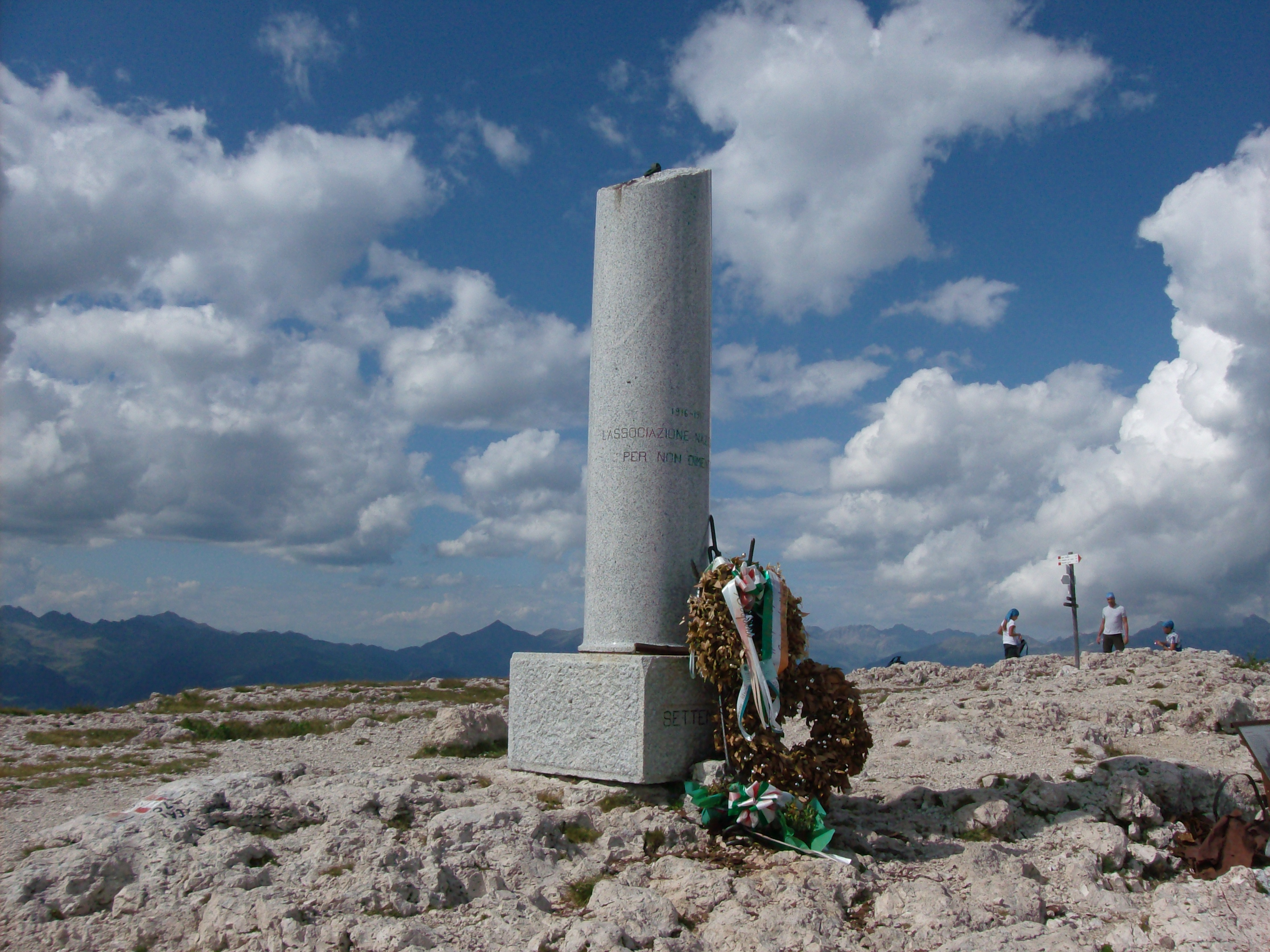
Monte Ortigara (VI): cippo commemorativo della omonima battaglia della Grande Guerra

Essa nella narrazione assume due volti. Con la sua bellezza gratuita offre consolazione ad aiuto, ma quando diviene teatro di scontro e di morte essa, proprio per il contrasto tra la sua vita e vitalità e la morte degli uomini, aumenta l'orrore della scena, generando nei cuori dei soldati paura e l'angoscia. Ciò è ben descritto nella Parte I e II.

### Libertà
Essa nella mente del protagonista del romanzo è il sogno della fine della prigionia. Per tale ragione la tematica è presente principalmente nella Parte III. I soldati rinchiusi nei campi dei tedeschi provano più volte ad evadere per riconquistare la propria libertà, ma la gran parte delle volte vengono catturati. Quando con firma dell'armistizio il sogno si realizza, Monelli prova due sentimenti contrastanti: sollievo, per non dover più vivere in prigionia, tristezza, poiché non aveva potuto essere con gli ultimi battaglioni all'assalto.

## Personaggi
I personaggi dell'opera sono tutti paesani di villaggi alpestri, conducono vite normali e piuttosto tranquille fino a quando vengono chiamati a difendere i confini della propria patria combattendo. Le figure più significative sono:
| Nome               | Caratteristiche | Ruolo                                                                        | Presenza                          |
| ------------------ | --- | ---------------------------------------------------------------------------- | --------------------------------- |
| Paolo Monelli      | È il protagonista. A 25 anni combatte la Guerra, esperienza che narra nell'opera. Ha barba caprina e capelli corti. Rabbioso, nostalgico e speranzoso. | Ufficiale di un gruppo di coraggiosi ed indomiti alpini cadorini e bellunesi | Parte I,II,III                    |
| Zanella            | Fiducioso, impassibile e speranzoso di ritornare alla sua casa sul Piave.                                                                              | Soldato                                                                      | Principalmente in Parte I         |
| Degan              | Dopo la guerra decide di andare a lavorare nelle cave.                                                                                                 | Soldato                                                                      | All'inizio e alla fine dell'opera |
| Busa               | Eroe sereno e autorevole. | Capitano                                                                     | Parte II                          |
| Etna               | Anziano con capelli lunghi, baffi e una folta barba. E' rabbioso, nostalgico e speranzoso.                                                             | Generale                                                                     | Parte I                           |
| Barel del Feltre   | Il più coraggioso. | Alpino                                                                       | Parte I                           |
| Garbari            | Uomo barbuto e stizzito. | Tenente                                                                      | Parte I                           |
| Garbino            | Fratello di Garbari. Piccolo, occhialuto, occhi lucidi e faccia tonda.                                                                                 | Soldato                                                                      | Parte I                           |
| Monegat "il rosso" | Classe '93. E' uno sfacciato esploratore. | Esploratore-soldato                                                          | Prima metà dell'opera             |
| Facchin            | Muore dopo esser stato colpito da un fulmine. | Caporalmaggiore                                                              | Parte II                          |
| Alfiere medico     | Sostenuto da un profondo amore per la compagna. | Medico                                                                       | Parte II                          |
| Colognese          | Pallido ed emaciato. Sostenuto da un notevole spirito militare e dal senso del dovere.                                                                 | Caporalmaggiore                                                              | Parte II                          |
| Nino               | Convinto fermamente del fatto che sarebbe riuscito a tornare a casa vivo.                                                                              | Amico del protagonista                                                       | Parte II                          |

I personaggi principali sono affiancati da figure secondarie: si tratta per lo più di aiutanti di guerra che interagiscono con il protagonista Paolo Monelli. Tra di essi citiamo Nane, servitore al comando del capitano Busa. Oltre ai combattenti italiani nel libro vengono presentati i nemici tedeschi, provenienti dalla Baviera, uomini descritti come superbi e aggressivi Nel diario sono inoltre presenti gruppi di personaggi che svolgono particolari mansioni:
- minatori
- scalpellini
- carpentieri
- cucinieri
- calzolai

Vi sono inoltre gli abitanti dei vari paesi teatro del conflitto qui narrato.

## Analisi del testo

### Genere letterario
Come dice il sottotitolo, si tratta di una cronaca, opera che racconta eventi in ordine rigorosamente cronologico, o, come afferma l'autore nella prefazione, di un diario di guerra. Infatti le numerose riflessioni fanno de Le scarpe al sole un testo espressivo-emotivo, in cui l'autore-narratore manifesta i propri sentimenti, le proprie emozioni e stati d'animo provati durante le battaglie svoltesi in Trentino nella prima guerra mondiale.

### Indicazioni di tempo e luogo
Nel diario vengono talvolta indicati il luogo e la data dai vari momenti di scrittura; ma questo criterio non è sempre rispettato: a volte viene indicato il luogo, a volte la data, molto spesso nulla.

### La stesura
L'opera è stata scritta di getto "nel tempo della mischia o immediatamente fuori dalla mischia", ma non dopo molto tempo "perché la memoria deforma i fatti lontani". Ecco perché le annotazioni sono senza un ordine preciso e hanno misura differente. Le varie parti sono di estensione diversa: alcune più lunghe, ricche di informazioni e riflessioni, anche se scandite in notazioni rapide e sintetiche; altre ridotte all'essenzialità, come quella del 15 novembre 1917 "non è passato". Questa differenza è legata alle esigenze emotive dell'autore-protagonista.

### I tempi verbali
Proprio perché si tratta di una registrazione in diretta degli avvenimenti vissuti, ricorrono nella scrittura prevalentemente i tempi presente e passato prossimo.

### La sintassi
La mutevolezza continua di luoghi, personaggi, situazioni che rende mobile la narrazione, è sostenuta, sul piano sintattico, dal ricorso alle strutture prevalentemente paratattiche, caratterizzate da un periodo che, anche se lungo, non fa uso delle subordinate, ma solo di principali legate da una virgola e dello stile nominale, un periodo nel quale il verbo è sottinteso o addirittura non c'è. A volte i pensieri sono espressi con la tecnica del discorso indiretto libero, che rende con immediatezza l'affollato fluire dei pensieri e di emozioni che spaziano da ricordi più lontani, alle considerazioni sul presente e alle speranze per il futuro.

### Le sequenze
In quest'opera prevalgono le sequenze riflessive e descrittive, nelle quali l'autore ci presenta, da un punto di vista soggettivo, le situazioni, gli avvenimenti e i luoghi. Perciò sul piano narratologico si susseguono molte pause, alternate a brevi dialoghi. Queste pause, in cui il tempo della narrazione si sospende, sono compensate da alcuni discorsi diretti e da tanti periodi molto brevi.

### La lingua
L'italiano di Monelli ne Le Scarpe al Sole è di registro prevalentemente informale, con numerose inserzioni di espressioni dialettali (veneto e trentino) e gergali, termini di uso colloquiale e quotidiano; vi sono anche citazioni latine ed alcuni termini tedeschi. Movimentano la forma comunicativa anche l'inserzione di testi di canzoni e poesie di guerra. Il testo in alcune parti si può rifare ad una corrente contemporanea all'autore, il frammentismo.

### Narratore e focalizzazione
Il narratore è interno: in alcuni punti può essere definito omodiegetico, in quanto racconta di sé, in altri però si presenta come un narratore allodiegetico, poiché narra anche delle vicende altrui. Nel corso di tutta la narrazione si realizza una focalizzazione interna.

### Scopo dell'opera
L'opera è stata scritta per lasciare testimonianza, ai compagni ancor in vita, di quanto era accaduto nel corso della Prima Guerra Mondiale sul fronte della Valsugana.

## Edizioni
L'opera ha avuto varie edizioni e ristampe, la cui storia è ricostruita da Monelli stesso nelle avvertenze a corredo della prefazione dell'edizione per i tipi della Libreria Militare. Riportiamo il testo:
(Prefazione)
- Prima edizione:

 Paolo Monelli, Le Scarpe al sole, cronaca di gaie e di tristi avventure di alpini di muli e di vino, Bologna, L. Cappelli editore, 1921.
- Edizione più recente:

 Paolo Monelli, Prefazione, in Le scarpe al sole, Milano, La Libreria Militare Editrice, 2008, ISBN 88-89660-05-8.